# Élections municipales de 2014 en Polynésie française
Les élections municipales se sont déroulées les 23 et 30 mars 2014 en Polynésie française.

## Maires sortants et maires élus
Le scrutin est marqué par des changements notoires. Les indépendantistes du Tavini l'emportent à Hitia'a O Te Ra, mais subissent plusieurs revers. D'abord à Moorea-Maiao, Taiarapu-Ouest puis Teva I Uta face à la droite polynésienne du Tahoeraa. L'ATP et ses alliés de l'Ia Hau Noa se maintiennent dans toutes leurs mairies, à l'exception de Pirae, remportée par Edouard Fritch du Tahoeraa.
| Commune         | Population | Maire sortant                 | Parti | Parti      | Maire élu          | Parti | Parti      |
| --------------- | ---------- | ----------------------------- | ----- | ---------- | ------------------ | ----- | ---------- |
| Arue            | 9 537      | Philip Schyle                 |       | ATP        | Philip Schyle      |       | ATP        |
| Bora-Bora       | 9 610      | Gaston Tong Sang              |       | ATP        | Gaston Tong Sang   |       | ATP        |
| Faaʻa           | 29 687     | Oscar Temaru                  |       | Tavini     | Oscar Temaru       |       | Tavini     |
| Hitia’a O Te Ra | 9 585      | Henri Flohr                   |       | Tahoeraa   | Dauphin Domingo    |       | Tavini     |
| Huahine         | 6 313      | Félix Faatau                  |       | Tahoeraa   | Marcelin Lisan     |       | Tahoeraa   |
| Mahina          | 14 351     | Patrice Jamet                 |       | ATP        | Patrice Jamet      |       | ATP        |
| Moorea-Maiao    | 17 236     | Raymond Van Bastolaer         |       | Tavini     | Evans Haumani      |       | Tahoeraa   |
| Paea            | 12 541     | Jacquie Graffe                |       | Tahoeraa   | Jacquie Graffe     |       | Tahoeraa   |
| Papara          | 11 143     | Bruno Sandras                 |       | Ia Hau Noa | Bruno Sandras      |       | Ia Hau Noa |
| Papeete         | 25 769     | Michel Buillard               |       | Tahoeraa   | Michel Buillard    |       | Tahoeraa   |
| Pirae           | 14 129     | Béatrice Vernaudon-Coppenrath |       | ATP        | Édouard Fritch     |       | Tahoeraa   |
| Punaauia        | 27 613     | Ronald Tumahai                |       | ATP        | Ronald Tumahai     |       | ATP        |
| Taiarapu-Est    | 5 815      | Béatrix Lucas                 |       | Tahoeraa   | Anthony Jamet      |       | ATP        |
| Taiarapu-Ouest  | 1 289      | Clarenntz Vernaudon           |       | Tavini     | Wilfred Tavaearii  |       | Tahoeraa   |
| Teva I Uta      | 4 723      | Valentina Cross               |       | Tavini     | Tearii Alpha       |       | Tahoeraa   |
| Uturoa          | 3 697      | Sylviane Terooatea            |       | Tahoeraa   | Sylviane Terooatea |       | Tahoeraa   |

## Résultats dans les communes à scrutin par listes

### Arue
- Maire sortant : Philip Schyle
- 29 sièges à pourvoir au conseil municipal (population légale 2011 : 9 537 habitants)

| Tête de liste            | Tête de liste         | Liste          | Premier tour | Premier tour | Second tour | Second tour | Sièges | Sièges |
| Tête de liste            | Tête de liste         | Liste          | Voix         | %            | Voix        | %           | CM     |        |
| ------------------------ | --------------------- | -------------- | ------------ | ------------ | ----------- | ----------- | ------ | ------ |
|                          | Philip Schyle *       | ATP            | 2 153        | 49,48        | 2 546       | 55,45       | 23     |        |
|                          | Teura Iriti           | Tahoeraa       | 1 204        | 27,67        | 1 295       | 28,20       | 4      |        |
|                          | Richard Tuheiava      | Tavini         | 709          | 16,29        | 750         | 16,33       | 2      |        |
|                          | Llewellyn Tematahotoa | DVD            | 285          | 6,55         |             |             |        |        |
|                          |                       |                |              |              |             |             |        |        |
| Inscrits                 | Inscrits              | Inscrits       | 7 519        | 100,00       | 7 520       | 100,00      |        |        |
| Abstentions              | Abstentions           | Abstentions    | 3 118        | 41,47        | 2 892       | 38,46       |        |        |
| Votants                  | Votants               | Votants        | 4 401        | 58,53        | 4 628       | 61,54       |        |        |
| Blancs et nuls           | Blancs et nuls        | Blancs et nuls | 50           | 1,14         | 37          | 0,80        |        |        |
| Exprimés                 | Exprimés              | Exprimés       | 4 351        | 98,86        | 4 591       | 99,20       |        |        |
| * Liste du maire sortant |                       |                |              |              |             |             |        |        |

### Bora-Bora
- Maire sortant : Gaston Tong Sang
- 5 sièges à pourvoir au conseil municipal (population légale 2011 : 1 786 habitants)

| Tête de liste  | Tête de liste     | Liste          | Premier tour | Premier tour | Second tour | Second tour | Sièges | Sièges |
| Tête de liste  | Tête de liste     | Liste          | Voix         | %            | Voix        | %           | CM     |        |
| -------------- | ----------------- | -------------- | ------------ | ------------ | ----------- | ----------- | ------ | ------ |
|                | Teta Penehata     | ATP            | 350          | 37,79        | 458         | 46,59       | 4      |        |
|                | Mita Teriipaia    | DV             | 234          | 25,26        | 413         | 42,01       | 1      |        |
|                | Véronique Pahuiri | DVD            | 161          | 17,38        |             |             |        |        |
|                | Henri Aiho        | DVG            | 109          | 11,77        | 112         | 11,39       |        |        |
|                | Philippe Tauaroa  | DVD            | 51           | 5,50         |             |             |        |        |
|                | Thierry Lebbe     | DVD            | 21           | 2,26         |             |             |        |        |
|                |                   |                |              |              |             |             |        |        |
| Inscrits       | Inscrits          | Inscrits       | 1 511        | 100,00       | 1 234       | 100,00      |        |        |
| Abstentions    | Abstentions       | Abstentions    | 578          | 38,25        | 240         | 19,45       |        |        |
| Votants        | Votants           | Votants        | 933          | 61,75        | 994         | 80,55       |        |        |
| Blancs et nuls | Blancs et nuls    | Blancs et nuls | 7            | 0,75         | 11          | 1,11        |        |        |
| Exprimés       | Exprimés          | Exprimés       | 926          | 99,25        | 983         | 98,89       |        |        |

| Tête de liste  | Tête de liste             | Liste          | Premier tour | Premier tour | Second tour | Second tour | Sièges | Sièges |
| Tête de liste  | Tête de liste             | Liste          | Voix         | %            | Voix        | %           | CM     |        |
| -------------- | ------------------------- | -------------- | ------------ | ------------ | ----------- | ----------- | ------ | ------ |
|                | Temarii Tumarae           | ATP            | 394          | 36,44        | 506         | 44,34       | 6      |        |
|                | Victor Roomataaroa        | DVD            | 318          | 29,41        | 444         | 38,91       | 2      |        |
|                | Tinorua Tetuanuitefarerii | DVD            | 156          | 14,43        | 191         | 16,73       |        |        |
|                | Joseph Teheiura           | DVD            | 115          | 10,63        |             |             |        |        |
|                | Iuta Mana                 | DVG            | 57           | 5,27         |             |             |        |        |
|                | Teuru Reva                | SE             | 41           | 3,79         |             |             |        |        |
|                |                           |                |              |              |             |             |        |        |
| Inscrits       | Inscrits                  | Inscrits       | 1 489        | 100,00       | 1 479       | 100,00      |        |        |
| Abstentions    | Abstentions               | Abstentions    | 396          | 26,60        | 332         | 22,45       |        |        |
| Votants        | Votants                   | Votants        | 1 093        | 73,40        | 1 147       | 77,55       |        |        |
| Blancs et nuls | Blancs et nuls            | Blancs et nuls | 12           | 1,10         | 6           | 0,52        |        |        |
| Exprimés       | Exprimés                  | Exprimés       | 1 081        | 98,90        | 1 141       | 99,48       |        |        |

| Tête de liste  | Tête de liste              | Liste          | Premier tour | Premier tour | Second tour | Second tour | Sièges | Sièges |
| Tête de liste  | Tête de liste              | Liste          | Voix         | %            | Voix        | %           | CM     |        |
| -------------- | -------------------------- | -------------- | ------------ | ------------ | ----------- | ----------- | ------ | ------ |
|                | Gaston Tong Sang           | ATP            | 1 449        | 47,12        | 1 783       | 56,01       | 13     |        |
|                | Tafai Ye-on                | DVD            | 711          | 23,12        | 971         | 30,50       | 2      |        |
|                | Atonia Tinorua-teaotea     | DVD            | 331          | 10,76        | 429         | 13,47       | 1      |        |
|                | Pane Hunter Epouse Temarii | DVG            | 257          | 8,35         |             |             |        |        |
|                | Vainoa Manaore             | DVD            | 176          | 5,72         |             |             |        |        |
|                | Richard Deane              | SE             | 87           | 2,82         |             |             |        |        |
|                | Hélène Pothier             | DVD            | 64           | 2,08         |             |             |        |        |
|                |                            |                |              |              |             |             |        |        |
| Inscrits       | Inscrits                   | Inscrits       | 4 311        | 100,00       | 4 313       | 100,00      |        |        |
| Abstentions    | Abstentions                | Abstentions    | 1 207        | 28,00        | 1 085       | 25,16       |        |        |
| Votants        | Votants                    | Votants        | 3 104        | 72,00        | 3 228       | 74,84       |        |        |
| Blancs et nuls | Blancs et nuls             | Blancs et nuls | 29           | 0,93         | 45          | 1,39        |        |        |
| Exprimés       | Exprimés                   | Exprimés       | 3 075        | 99,07        | 3 183       | 98,61       |        |        |

### Faaa
- Maire sortant : Oscar Manutahi Temaru
- 35 sièges à pourvoir au conseil municipal (population légale 2011 : 29 687 habitants)

|                          | Oscar Temaru *                    | Tavini         | 7 708  | 65,69  | 30 |  |  |  |
|                          | Isabelle Crolas Mai Epouse Sachet | DVD            | 2 333  | 19,88  | 3  |  |  |  |
|                          | Teura Tarahu Atuahiva             | DVD            | 890    | 7,58   | 1  |  |  |  |
|                          | Teiva Manutahi                    | DVD            | 802    | 6,83   | 1  |  |  |  |
|                          |                                   |                |        |        |    |  |  |  |
| Inscrits                 | Inscrits                          | Inscrits       | 18 559 | 100,00 |    |  |  |  |
| Abstentions              | Abstentions                       | Abstentions    | 6 649  | 35,83  |    |  |  |  |
| Votants                  | Votants                           | Votants        | 11 910 | 64,17  |    |  |  |  |
| Blancs et nuls           | Blancs et nuls                    | Blancs et nuls | 177    | 1,49   |    |  |  |  |
| Exprimés                 | Exprimés                          | Exprimés       | 11 733 | 98,51  |    |  |  |  |
| * Liste du maire sortant |                                   |                |        |        |    |  |  |  |

### Gambier
- Maire sortant : Monique Labbeyi-Richeton
- 15 sièges à pourvoir au conseil municipal (population légale 2011 : 1 421 habitants)

| Tête de liste            | Tête de liste             | Liste          | Premier tour | Premier tour | Second tour | Second tour | Sièges | Sièges |
| Tête de liste            | Tête de liste             | Liste          | Voix         | %            | Voix        | %           | CM     |        |
| ------------------------ | ------------------------- | -------------- | ------------ | ------------ | ----------- | ----------- | ------ | ------ |
|                          | Monica Lebbeyi-Richeton * | Tahoeraa       | 297          | 43,48        | 350         | 46,97       | 3      |        |
|                          | Jerry Gooding             | DVD            | 149          | 21,81        | 395         | 53,02       | 12     |        |
|                          | Honoré Tekopunui          | DVG            | 21           | 3,07         |             |             |        |        |
|                          |                           |                |              |              |             |             |        |        |
| Inscrits                 | Inscrits                  | Inscrits       | 807          | 100,00       | 807         | 100,00      |        |        |
| Abstentions              | Abstentions               | Abstentions    | 119          | 14,75        | 58          | 7,19        |        |        |
| Votants                  | Votants                   | Votants        | 688          | 85,25        | 749         | 92,81       |        |        |
| Blancs et nuls           | Blancs et nuls            | Blancs et nuls | 5            | 0,73         | 4           | 0,53        |        |        |
| Exprimés                 | Exprimés                  | Exprimés       | 683          | 99,27        | 745         | 99,47       |        |        |
| * Liste du maire sortant |                           |                |              |              |             |             |        |        |

### Hitiaa O Te Ra
- Maire sortant : Henri Flohr
- 6 sièges à pourvoir au conseil municipal (population légale 2011 : 1 944 habitants)

| Tête de liste  | Tête de liste   | Liste          | Premier tour | Premier tour | Second tour | Second tour | Sièges | Sièges |
| Tête de liste  | Tête de liste   | Liste          | Voix         | %            | Voix        | %           | CM     |        |
| -------------- | --------------- | -------------- | ------------ | ------------ | ----------- | ----------- | ------ | ------ |
|                | Jacqui Drollet  | Tavini         | 539          | 47,86        | 728         | 58,52       | 5      |        |
|                | Germaine Barbos | Tahoeraa       | 298          | 26,46        | 516         | 41,47       | 1      |        |
|                | Monia Amaru     | DVD            | 184          | 16,34        |             |             |        |        |
|                | Léon Maifano    | DVD            | 105          | 9,32         |             |             |        |        |
|                |                 |                |              |              |             |             |        |        |
| Inscrits       | Inscrits        | Inscrits       | 1 657        | 100,00       | 1 668       | 100,00      |        |        |
| Abstentions    | Abstentions     | Abstentions    | 519          | 31,32        | 414         | 24,82       |        |        |
| Votants        | Votants         | Votants        | 1 138        | 68,68        | 1 254       | 75,18       |        |        |
| Blancs et nuls | Blancs et nuls  | Blancs et nuls | 12           | 1,05         | 10          | 0,80        |        |        |
| Exprimés       | Exprimés        | Exprimés       | 1 126        | 98,95        | 1 244       | 99,20       |        |        |

| Tête de liste  | Tête de liste                  | Liste          | Premier tour | Premier tour | Second tour | Second tour | Sièges | Sièges |
| Tête de liste  | Tête de liste                  | Liste          | Voix         | %            | Voix        | %           | CM     |        |
| -------------- | ------------------------------ | -------------- | ------------ | ------------ | ----------- | ----------- | ------ | ------ |
|                | Abel Tehotu                    | Tahoeraa       | 164          | 24,62        | 189         | 27,39       | 1      |        |
|                | Ludmilda Tinorua-Temanupaioura | DVD            | 137          | 20,57        | 75          | 10,86       |        |        |
|                | Victor Tchoung                 | DIV            | 133          | 19,96        | 227         | 32,89       | 2      |        |
|                | Frédéric Terega                | DVD            | 117          | 17,56        | 89          | 12,89       |        |        |
|                | Justin Arapari                 | DVD            | 115          | 17,26        | 110         | 15,94       |        |        |
|                |                                |                |              |              |             |             |        |        |
| Inscrits       | Inscrits                       | Inscrits       | 818          | 100,00       | 818         | 100,00      |        |        |
| Abstentions    | Abstentions                    | Abstentions    | 142          | 17,36        | 123         | 15,04       |        |        |
| Votants        | Votants                        | Votants        | 676          | 82,64        | 695         | 84,96       |        |        |
| Blancs et nuls | Blancs et nuls                 | Blancs et nuls | 10           | 1,48         | 5           | 0,72        |        |        |
| Exprimés       | Exprimés                       | Exprimés       | 666          | 98,52        | 690         | 99,28       |        |        |

|                | Henri Flohr              | Tahoeraa       | 1 250 | 65,30  | 10 |  |  |  |
|                | Gisèle Tefaatau-Taruoura | Tavini         | 553   | 28,89  | 2  |  |  |  |
|                | Milada Plagne            | DVD            | 111   | 5,79   |    |  |  |  |
|                |                          |                |       |        |    |  |  |  |
| Inscrits       | Inscrits                 | Inscrits       | 2 717 | 100,00 |    |  |  |  |
| Abstentions    | Abstentions              | Abstentions    | 781   | 28,74  |    |  |  |  |
| Votants        | Votants                  | Votants        | 1 936 | 71,26  |    |  |  |  |
| Blancs et nuls | Blancs et nuls           | Blancs et nuls | 22    | 1,14   |    |  |  |  |
| Exprimés       | Exprimés                 | Exprimés       | 1 914 | 98,86  |    |  |  |  |

|                | Dauphin Domingo              | Tavini         | 1 066 | 65,51  | 7 |  |  |  |
|                | Edwige Uparu                 | Tahoeraa       | 423   | 25,99  | 1 |  |  |  |
|                | Tamatoa Dit Philippe Tagaroa | DVD            | 138   | 8,48   |   |  |  |  |
|                |                              |                |       |        |   |  |  |  |
| Inscrits       | Inscrits                     | Inscrits       | 2 328 | 100,00 |   |  |  |  |
| Abstentions    | Abstentions                  | Abstentions    | 688   | 29,55  |   |  |  |  |
| Votants        | Votants                      | Votants        | 1 640 | 70,45  |   |  |  |  |
| Blancs et nuls | Blancs et nuls               | Blancs et nuls | 13    | 0,79   |   |  |  |  |
| Exprimés       | Exprimés                     | Exprimés       | 1 627 | 99,21  |   |  |  |  |

### Mahina
- Maire sortant : Patrice Jamet
- 33 sièges à pourvoir au conseil municipal (population légale 2011 : 14 351 habitants)

| Tête de liste            | Tête de liste                     | Liste          | Premier tour | Premier tour | Second tour | Second tour | Sièges | Sièges |
| Tête de liste            | Tête de liste                     | Liste          | Voix         | %            | Voix        | %           | CM     |        |
| ------------------------ | --------------------------------- | -------------- | ------------ | ------------ | ----------- | ----------- | ------ | ------ |
|                          | Patrice Jamet *                   | ATP            | 2 088        | 32,81        | 2 979       | 43,88       | 24     |        |
|                          | Lucie Lucas                       | DIV            | 1 413        | 22,20        | 2 373       | 34,95       | 6      |        |
|                          | Nicole Sanquer                    | DVD            | 1 303        | 20,48        | 1 436       | 21,15       | 3      |        |
|                          | Sandra Manutahi Epouse Levy-agami | DVD            | 623          | 9,79         |             |             |        |        |
|                          | Antonio Perez                     | DVD            | 369          | 5,80         |             |             |        |        |
|                          | Valentin Van Bastolaer            | DIV            | 331          | 5,20         |             |             |        |        |
|                          | Denis Helme                       | DVD            | 172          | 2,70         |             |             |        |        |
|                          | Arieta Temauu                     | DIV            | 63           | 0,99         |             |             |        |        |
|                          |                                   |                |              |              |             |             |        |        |
| Inscrits                 | Inscrits                          | Inscrits       | 11 339       | 100,00       | 11 108      | 100,00      |        |        |
| Abstentions              | Abstentions                       | Abstentions    | 4 924        | 43,43        | 4 244       | 38,21       |        |        |
| Votants                  | Votants                           | Votants        | 6 415        | 56,57        | 6 864       | 61,79       |        |        |
| Blancs et nuls           | Blancs et nuls                    | Blancs et nuls | 53           | 0,83         | 76          | 1,11        |        |        |
| Exprimés                 | Exprimés                          | Exprimés       | 6 362        | 99,17        | 6 788       | 98,89       |        |        |
| * Liste du maire sortant |                                   |                |              |              |             |             |        |        |

### Maupiti
- Maire sortant : Yee-On Tanaro
- 15 sièges à pourvoir au conseil municipal (population légale 2011 : 1 234 habitants)

| Tête de liste  | Tête de liste             | Liste          | Premier tour | Premier tour | Second tour | Second tour | Sièges | Sièges |
| Tête de liste  | Tête de liste             | Liste          | Voix         | %            | Voix        | %           | CM     |        |
| -------------- | ------------------------- | -------------- | ------------ | ------------ | ----------- | ----------- | ------ | ------ |
|                | Nicole Spitz              | DVD            | 338          | 39,48        | 378         | 42,37       | 3      |        |
|                | Astair Paheroo            | DIV            | 237          | 27,68        |             |             |        |        |
|                | Woullingson Raufauore     | DIV            | 205          | 23,94        | 514         | 57,62       | 12     |        |
|                | Solange Tauirai Née Teave | DVG            | 76           | 8,87         |             |             |        |        |
|                |                           |                |              |              |             |             |        |        |
| Inscrits       | Inscrits                  | Inscrits       | 986          | 100,00       | 986         | 100,00      |        |        |
| Abstentions    | Abstentions               | Abstentions    | 100          | 10,14        | 81          | 8,22        |        |        |
| Votants        | Votants                   | Votants        | 886          | 89,86        | 905         | 91,78       |        |        |
| Blancs et nuls | Blancs et nuls            | Blancs et nuls | 30           | 3,39         | 13          | 1,44        |        |        |
| Exprimés       | Exprimés                  | Exprimés       | 856          | 96,61        | 892         | 98,56       |        |        |

### Paea
- Maire sortant : Jacquie Graffe
- 33 sièges à pourvoir au conseil municipal (population légale 2011 : 12 541 habitants)

| Tête de liste            | Tête de liste            | Liste          | Premier tour | Premier tour | Second tour | Second tour | Sièges | Sièges |
| Tête de liste            | Tête de liste            | Liste          | Voix         | %            | Voix        | %           | CM     |        |
| ------------------------ | ------------------------ | -------------- | ------------ | ------------ | ----------- | ----------- | ------ | ------ |
|                          | Jacquie Graffe *         | Tahoeraa       | 2 595        | 43,12        | 3 124       | 50,59       | 25     |        |
|                          | Antony Géros             | Tavini         | 1 436        | 23,86        | 1 756       | 28,43       | 5      |        |
|                          | Marcel Tuihani           | Tahoeraa       | 1 256        | 20,87        | 1 295       | 20,97       | 3      |        |
|                          | Rose Deane-Taputuarai    | DVD            | 385          | 6,39         |             |             |        |        |
|                          | Ioana Teupoohuitua-Auraa | DVD            | 345          | 5,73         |             |             |        |        |
|                          |                          |                |              |              |             |             |        |        |
| Inscrits                 | Inscrits                 | Inscrits       | 8 867        | 100,00       | 8 869       | 100,00      |        |        |
| Abstentions              | Abstentions              | Abstentions    | 2 770        | 31,24        | 2 599       | 29,30       |        |        |
| Votants                  | Votants                  | Votants        | 6 097        | 68,76        | 6 270       | 70,70       |        |        |
| Blancs et nuls           | Blancs et nuls           | Blancs et nuls | 80           | 1,31         | 95          | 1,52        |        |        |
| Exprimés                 | Exprimés                 | Exprimés       | 6 017        | 98,69        | 6 175       | 98,48       |        |        |
| * Liste du maire sortant |                          |                |              |              |             |             |        |        |

### Papara
- Maire sortant : Bruno Sandras
- 33 sièges à pourvoir au conseil municipal (population légale 2011 : 11 143 habitants)

| Tête de liste            | Tête de liste                  | Liste          | Premier tour | Premier tour | Second tour | Second tour | Sièges | Sièges |
| Tête de liste            | Tête de liste                  | Liste          | Voix         | %            | Voix        | %           | CM     |        |
| ------------------------ | ------------------------------ | -------------- | ------------ | ------------ | ----------- | ----------- | ------ | ------ |
|                          | Bruno Sandras *                | DVD            | 1 295        | 26,14        | 1 828       | 33,69       | 22     |        |
|                          | Clément Le Gayic               | DVD            | 1 127        | 22,74        | 1 650       | 30,41       | 5      |        |
|                          | Stellio Salmon                 | DVD            | 1 097        | 22,14        | 1 319       | 24,31       | 4      |        |
|                          | MédÉric Tehaamatai             | DVG            | 729          | 14,71        | 628         | 11,57       | 2      |        |
|                          | Tiarenui Papara                | DVD            | 369          | 7,44         |             |             |        |        |
|                          | Mireta Tefaaora                | DVD            | 224          | 4,52         |             |             |        |        |
|                          | Moananui Amaru Epouse Lehartel | DVD            | 113          | 2,28         |             |             |        |        |
|                          |                                |                |              |              |             |             |        |        |
| Inscrits                 | Inscrits                       | Inscrits       | 7 978        | 100,00       | 7 980       | 100,00      |        |        |
| Abstentions              | Abstentions                    | Abstentions    | 2 926        | 36,68        | 2 484       | 31,13       |        |        |
| Votants                  | Votants                        | Votants        | 5 052        | 63,32        | 5 496       | 68,87       |        |        |
| Blancs et nuls           | Blancs et nuls                 | Blancs et nuls | 98           | 1,94         | 71          | 1,29        |        |        |
| Exprimés                 | Exprimés                       | Exprimés       | 4 954        | 98,06        | 5 425       | 98,71       |        |        |
| * Liste du maire sortant |                                |                |              |              |             |             |        |        |

### Papeete
- Maire sortant : Michel Buillard
- 35 sièges à pourvoir au conseil municipal (population légale 2011 : 25 769 habitants)

| Tête de liste            | Tête de liste     | Liste          | Premier tour | Premier tour | Second tour | Second tour | Sièges | Sièges |
| Tête de liste            | Tête de liste     | Liste          | Voix         | %            | Voix        | %           | CM     |        |
| ------------------------ | ----------------- | -------------- | ------------ | ------------ | ----------- | ----------- | ------ | ------ |
|                          | Michel Buillard * | Tahoeraa       | 4 805        | 47,40        | 5 583       | 49,42       | 26     |        |
|                          | Tauhiti Nena      | Tavini         | 3 540        | 34,92        | 4 400       | 38,94       | 7      |        |
|                          | Jules Ienfa       | DVD            | 1 790        | 17,66        | 1 314       | 11,63       | 2      |        |
|                          |                   |                |              |              |             |             |        |        |
| Inscrits                 | Inscrits          | Inscrits       | 18 548       | 100,00       | 18 488      | 100,00      |        |        |
| Abstentions              | Abstentions       | Abstentions    | 8 227        | 44,36        | 7 067       | 38,22       |        |        |
| Votants                  | Votants           | Votants        | 10 321       | 55,64        | 11 421      | 61,78       |        |        |
| Blancs et nuls           | Blancs et nuls    | Blancs et nuls | 186          | 1,80         | 124         | 1,09        |        |        |
| Exprimés                 | Exprimés          | Exprimés       | 10 135       | 98,20        | 11 297      | 98,91       |        |        |
| * Liste du maire sortant |                   |                |              |              |             |             |        |        |

### Pirae
- Maire sortant : Béatrice Vernaudon
- 33 sièges à pourvoir au conseil municipal (population légale 2011 : 14 129 habitants)

|                          | Édouard Fritch                  | Tahoeraa       | 3 899  | 61,09  | 28 |  |  |  |
|                          | Béatrice Vernaudon-Coppenrath * | ATP            | 1 485  | 23,26  | 4  |  |  |  |
|                          | Thilda Harehoe                  | DVG            | 556    | 8,71   | 1  |  |  |  |
|                          | Christiane Ticchi-Virgile       | DVD            | 307    | 4,81   |    |  |  |  |
|                          | Teapuahaamau Heitaa             | DVD            | 135    | 2,11   |    |  |  |  |
|                          |                                 |                |        |        |    |  |  |  |
| Inscrits                 | Inscrits                        | Inscrits       | 10 638 | 100,00 |    |  |  |  |
| Abstentions              | Abstentions                     | Abstentions    | 4 148  | 38,99  |    |  |  |  |
| Votants                  | Votants                         | Votants        | 6 490  | 61,01  |    |  |  |  |
| Blancs et nuls           | Blancs et nuls                  | Blancs et nuls | 108    | 1,66   |    |  |  |  |
| Exprimés                 | Exprimés                        | Exprimés       | 6 382  | 98,34  |    |  |  |  |
| * Liste du maire sortant |                                 |                |        |        |    |  |  |  |

### Punaauia
- Maire sortant : Rony Tumahai
- 35 sièges à pourvoir au conseil municipal (population légale 2011 : 27 613 habitants)

| Tête de liste            | Tête de liste               | Liste          | Premier tour | Premier tour | Second tour | Second tour | Sièges | Sièges |
| Tête de liste            | Tête de liste               | Liste          | Voix         | %            | Voix        | %           | CM     |        |
| ------------------------ | --------------------------- | -------------- | ------------ | ------------ | ----------- | ----------- | ------ | ------ |
|                          | Ronald Tumahai *            | ATP            | 3 434        | 32,18        | 5 844       | 50,96       | 27     |        |
|                          | Jean-Paul Tuaiva            | DVD            | 2 972        | 27,85        | 4 013       | 34,99       | 6      |        |
|                          | Teva Rohfritsch             | Tahoeraa       | 2 125        | 19,91        |             |             |        |        |
|                          | Monil Tetuanui              | DVG            | 134          | 1,25         | 1 609       | 14,03       | 2      |        |
|                          | Tiare Pater-Pothier-Bonardi | DVD            | 512          | 4,79         |             |             |        |        |
|                          |                             |                |              |              |             |             |        |        |
| Inscrits                 | Inscrits                    | Inscrits       | 17 291       | 100,00       | 17 293      | 100,00      |        |        |
| Abstentions              | Abstentions                 | Abstentions    | 6 480        | 37,48        | 5 674       | 32,81       |        |        |
| Votants                  | Votants                     | Votants        | 10 811       | 62,52        | 11 619      | 67,19       |        |        |
| Blancs et nuls           | Blancs et nuls              | Blancs et nuls | 142          | 1,31         | 153         | 1,32        |        |        |
| Exprimés                 | Exprimés                    | Exprimés       | 10 669       | 98,69        | 11 466      | 98,68       |        |        |
| * Liste du maire sortant |                             |                |              |              |             |             |        |        |

### Taiarapu-Est
- Maire sortant : Beatrix Lucas
- 16 sièges à pourvoir au conseil municipal (population légale 2011 : 5 815 habitants)

| Tête de liste  | Tête de liste         | Liste          | Premier tour | Premier tour | Second tour | Second tour | Sièges | Sièges |
| Tête de liste  | Tête de liste         | Liste          | Voix         | %            | Voix        | %           | CM     |        |
| -------------- | --------------------- | -------------- | ------------ | ------------ | ----------- | ----------- | ------ | ------ |
|                | Anthony Jamet         | ATP            | 835          | 31,33        | 1 318       | 45,05       | 12     |        |
|                | Béatrix Lucas         | Tahoeraa       | 869          | 32,60        | 925         | 31,62       | 3      |        |
|                | Frédéric Hapairai     | DVD            | 347          | 13,02        | 378         | 12,92       | 1      |        |
|                | Rainui Galenon        | DVG            | 301          | 11,29        | 304         | 10,39       |        |        |
|                | Leticia Bita Tahuaitu | DVD            | 209          | 7,84         |             |             |        |        |
|                | Joël Teipoarii        | DIV            | 104          | 3,90         |             |             |        |        |
|                |                       |                |              |              |             |             |        |        |
| Inscrits       | Inscrits              | Inscrits       | 4 472        | 100,00       | 4 472       | 100,00      |        |        |
| Abstentions    | Abstentions           | Abstentions    | 1 752        | 39,18        | 1 516       | 33,90       |        |        |
| Votants        | Votants               | Votants        | 2 720        | 60,82        | 2 956       | 66,10       |        |        |
| Blancs et nuls | Blancs et nuls        | Blancs et nuls | 55           | 2,02         | 31          | 1,05        |        |        |
| Exprimés       | Exprimés              | Exprimés       | 2 665        | 97,98        | 2 925       | 98,95       |        |        |

| Tête de liste  | Tête de liste    | Liste          | Premier tour | Premier tour | Second tour | Second tour | Sièges | Sièges |
| Tête de liste  | Tête de liste    | Liste          | Voix         | %            | Voix        | %           | CM     |        |
| -------------- | ---------------- | -------------- | ------------ | ------------ | ----------- | ----------- | ------ | ------ |
|                | Isidore Picard   | ATP            | 183          | 19,26        | 260         | 25,61       | 4      |        |
|                | Pierrot Metua    | Tahoeraa       | 181          | 19,05        | 235         | 23,15       | 1      |        |
|                | Edgar Reid       | DIV            | 157          | 16,52        | 167         | 16,45       |        |        |
|                | Éric Graffe      | DVG            | 148          | 15,57        | 187         | 18,42       |        |        |
|                | Nadine Tinorua   | DVD            | 105          | 11,05        | 84          | 8,27        |        |        |
|                | Charlotte Maitui | DVD            | 101          | 10,63        | 82          | 8,07        |        |        |
|                | Roger Lucas      | DIV            | 75           | 7,89         |             |             |        |        |
|                |                  |                |              |              |             |             |        |        |
| Inscrits       | Inscrits         | Inscrits       | 1 479        | 100,00       | 1 479       | 100,00      |        |        |
| Abstentions    | Abstentions      | Abstentions    | 509          | 34,42        | 446         | 30,16       |        |        |
| Votants        | Votants          | Votants        | 970          | 65,58        | 1 033       | 69,84       |        |        |
| Blancs et nuls | Blancs et nuls   | Blancs et nuls | 20           | 2,06         | 18          | 1,74        |        |        |
| Exprimés       | Exprimés         | Exprimés       | 950          | 97,94        | 1 015       | 98,26       |        |        |

| Tête de liste  | Tête de liste                  | Liste          | Premier tour | Premier tour | Second tour | Second tour | Sièges | Sièges |
| Tête de liste  | Tête de liste                  | Liste          | Voix         | %            | Voix        | %           | CM     |        |
| -------------- | ------------------------------ | -------------- | ------------ | ------------ | ----------- | ----------- | ------ | ------ |
|                | Annabella Tauraatua-Teraitetia | DVG            | 207          | 20,23        | 304         | 26,78       | 4      |        |
|                | André Tran Ngoc Loi            | DIV            | 166          | 16,22        | 229         | 20,17       |        |        |
|                | Monique Paheroo-Hauata         | DVD            | 145          | 14,17        | 193         | 17,00       |        |        |
|                | Moana Lehartel                 | DVD            | 136          | 13,29        | 253         | 22,29       | 1      |        |
|                | Talma Tuahu-Urima              | DIV            | 128          | 12,51        | 156         | 13,74       |        |        |
|                | Poma Haerehoe                  | DIV            | 100          | 9,77         |             |             |        |        |
|                | Roland Maihota                 | DIV            | 94           | 9,18         |             |             |        |        |
|                | Yannick Wan                    | DVD            | 47           | 4,59         |             |             |        |        |
|                |                                |                |              |              |             |             |        |        |
| Inscrits       | Inscrits                       | Inscrits       | 1 610        | 100,00       | 1 610       | 100,00      |        |        |
| Abstentions    | Abstentions                    | Abstentions    | 569          | 35,34        | 460         | 28,57       |        |        |
| Votants        | Votants                        | Votants        | 1 041        | 64,66        | 1 150       | 71,43       |        |        |
| Blancs et nuls | Blancs et nuls                 | Blancs et nuls | 18           | 1,73         | 15          | 1,30        |        |        |
| Exprimés       | Exprimés                       | Exprimés       | 1 023        | 98,27        | 1 135       | 98,70       |        |        |

| Tête de liste  | Tête de liste            | Liste          | Premier tour | Premier tour | Second tour | Second tour | Sièges | Sièges |
| Tête de liste  | Tête de liste            | Liste          | Voix         | %            | Voix        | %           | CM     |        |
| -------------- | ------------------------ | -------------- | ------------ | ------------ | ----------- | ----------- | ------ | ------ |
|                | Juliette Matehau-Nuupure | DVD            | 678          | 48,74        | 808         | 51,36       | 6      |        |
|                | Naura Nena-Paepaetaata   | DIV            | 389          | 27,96        | 508         | 32,29       | 1      |        |
|                | Matau Rochette           | DVG            | 163          | 11,71        | 132         | 8,39        |        |        |
|                | Lavaina Teuira           | DIV            | 161          | 11,57        | 125         | 7,94        |        |        |
|                |                          |                |              |              |             |             |        |        |
| Inscrits       | Inscrits                 | Inscrits       | 2 180        | 100,00       | 2 180       | 100,00      |        |        |
| Abstentions    | Abstentions              | Abstentions    | 771          | 35,37        | 599         | 27,48       |        |        |
| Votants        | Votants                  | Votants        | 1 409        | 64,63        | 1 581       | 72,52       |        |        |
| Blancs et nuls | Blancs et nuls           | Blancs et nuls | 18           | 1,28         | 8           | 0,51        |        |        |
| Exprimés       | Exprimés                 | Exprimés       | 1 391        | 98,72        | 1 573       | 99,49       |        |        |

### Taiarapu-Ouest
- Maire sortant : Clarenntz Vernaudon
- 5 sièges à pourvoir au conseil municipal (population légale 2011 : 1 289 habitants)

| Tête de liste  | Tête de liste          | Liste          | Premier tour | Premier tour | Second tour | Second tour | Sièges | Sièges |
| Tête de liste  | Tête de liste          | Liste          | Voix         | %            | Voix        | %           | CM     |        |
| -------------- | ---------------------- | -------------- | ------------ | ------------ | ----------- | ----------- | ------ | ------ |
|                | Gérard Parker          | Tahoeraa       | 330          | 36,62        | 456         | 45,69       | 4      |        |
|                | Taeaetua Van Bastolaer | DIV            | 170          | 18,86        | 414         | 41,48       | 1      |        |
|                | Chérita Teraiamano     | DIV            | 145          | 16,09        |             |             |        |        |
|                | Monoihere Mai          | DIV            | 144          | 15,98        | 128         | 12,82       |        |        |
|                | Annick Paofai          | DVD            | 112          | 12,43        |             |             |        |        |
|                |                        |                |              |              |             |             |        |        |
| Inscrits       | Inscrits               | Inscrits       | 1 385        | 100,00       | 1 385       | 100,00      |        |        |
| Abstentions    | Abstentions            | Abstentions    | 475          | 34,30        | 376         | 27,15       |        |        |
| Votants        | Votants                | Votants        | 910          | 65,70        | 1 009       | 72,85       |        |        |
| Blancs et nuls | Blancs et nuls         | Blancs et nuls | 9            | 0,99         | 11          | 1,09        |        |        |
| Exprimés       | Exprimés               | Exprimés       | 901          | 99,01        | 998         | 98,91       |        |        |

| Tête de liste  | Tête de liste            | Liste          | Premier tour | Premier tour | Second tour | Second tour | Sièges | Sièges |
| Tête de liste  | Tête de liste            | Liste          | Voix         | %            | Voix        | %           | CM     |        |
| -------------- | ------------------------ | -------------- | ------------ | ------------ | ----------- | ----------- | ------ | ------ |
|                | Wilfred Tavaearii        | Tahoeraa       | 385          | 28,04        | 514         | 35,39       | 10     |        |
|                | Odette Mataitai-Taumihau | DVG            | 326          | 23,74        | 468         | 32,23       | 2      |        |
|                | Eddie Tetuanui           | DVD            | 229          | 16,67        | 319         | 21,96       | 1      |        |
|                | Georges Tamarii          | DVD            | 155          | 11,28        | 151         | 10,39       |        |        |
|                | Léonard Pia              | DIV            | 139          | 10,12        |             |             |        |        |
|                | Mauritera Estall         | DIV            | 76           | 5,53         |             |             |        |        |
|                | Hinano Teaue             | DVD            | 63           | 4,58         |             |             |        |        |
|                |                          |                |              |              |             |             |        |        |
| Inscrits       | Inscrits                 | Inscrits       | 2 239        | 100,00       | 2 239       | 100,00      |        |        |
| Abstentions    | Abstentions              | Abstentions    | 841          | 37,56        | 768         | 34,30       |        |        |
| Votants        | Votants                  | Votants        | 1 398        | 62,44        | 1 471       | 65,70       |        |        |
| Blancs et nuls | Blancs et nuls           | Blancs et nuls | 25           | 1,79         | 19          | 1,29        |        |        |
| Exprimés       | Exprimés                 | Exprimés       | 1 373        | 98,21        | 1 452       | 98,71       |        |        |

| Tête de liste  | Tête de liste    | Liste          | Premier tour | Premier tour | Second tour | Second tour | Sièges | Sièges |
| Tête de liste  | Tête de liste    | Liste          | Voix         | %            | Voix        | %           | CM     |        |
| -------------- | ---------------- | -------------- | ------------ | ------------ | ----------- | ----------- | ------ | ------ |
|                | Tapeta Tetopata  | Tahoeraa       | 489          | 34,95        | 651         | 43,51       | 8      |        |
|                | Jonathan Tarihaa | DIV            | 472          | 33,73        | 535         | 35,76       | 2      |        |
|                | Aldo Hoata       | DVD            | 285          | 20,37        | 310         | 20,72       | 1      |        |
|                | Ferdinand Paitia | DVD            | 72           | 5,14         |             |             |        |        |
|                | Tuterai Maruhi   | DIV            | 62           | 4,43         |             |             |        |        |
|                | Pierre Teuhi     | DIV            | 19           | 1,35         |             |             |        |        |
|                |                  |                |              |              |             |             |        |        |
| Inscrits       | Inscrits         | Inscrits       | 2 164        | 100,00       | 2 164       | 100,00      |        |        |
| Abstentions    | Abstentions      | Abstentions    | 745          | 34,43        | 656         | 30,31       |        |        |
| Votants        | Votants          | Votants        | 1 419        | 65,57        | 1 508       | 69,69       |        |        |
| Blancs et nuls | Blancs et nuls   | Blancs et nuls | 20           | 1,41         | 12          | 0,80        |        |        |
| Exprimés       | Exprimés         | Exprimés       | 1 399        | 98,59        | 1 496       | 99,20       |        |        |

### Teva I Uta
- Maire sortant : Victor Doom
- 15 sièges à pourvoir au conseil municipal (population légale 2011 : 4 723 habitants)

| Tête de liste  | Tête de liste      | Liste          | Premier tour | Premier tour | Second tour | Second tour | Sièges | Sièges |
| Tête de liste  | Tête de liste      | Liste          | Voix         | %            | Voix        | %           | CM     |        |
| -------------- | ------------------ | -------------- | ------------ | ------------ | ----------- | ----------- | ------ | ------ |
|                | Tearii Alpha       | Tahoeraa       | 1 175        | 47,72        | 1 332       | 50,82       | 12     |        |
|                | Valentina Cross    | Tavini         | 699          | 28,39        | 862         | 32,88       | 2      |        |
|                | Ambroise Colombani | DVG            | 535          | 21,73        | 427         | 16,29       | 1      |        |
|                | Gerry Picard       | DVD            | 53           | 2,15         |             |             |        |        |
|                |                    |                |              |              |             |             |        |        |
| Inscrits       | Inscrits           | Inscrits       | 3 432        | 100,00       | 3 432       | 100,00      |        |        |
| Abstentions    | Abstentions        | Abstentions    | 946          | 27,56        | 790         | 23,02       |        |        |
| Votants        | Votants            | Votants        | 2 486        | 72,44        | 2 642       | 76,98       |        |        |
| Blancs et nuls | Blancs et nuls     | Blancs et nuls | 24           | 0,97         | 21          | 0,79        |        |        |
| Exprimés       | Exprimés           | Exprimés       | 2 462        | 99,03        | 2 621       | 99,21       |        |        |

| Tête de liste  | Tête de liste      | Liste          | Premier tour | Premier tour | Second tour | Second tour | Sièges | Sièges |
| Tête de liste  | Tête de liste      | Liste          | Voix         | %            | Voix        | %           | CM     |        |
| -------------- | ------------------ | -------------- | ------------ | ------------ | ----------- | ----------- | ------ | ------ |
|                | Jean Sangue        | DVD            | 884          | 38,10        | 1 176       | 47,80       | 11     |        |
|                | Jonas Tahuaitu     | DVD            | 726          | 31,29        | 777         | 31,58       | 2      |        |
|                | André Lo           | DVD            | 472          | 20,34        | 507         | 20,60       | 1      |        |
|                | Philippe Bernadino | DVG            | 187          | 8,06         |             |             |        |        |
|                | Édouard Poroi      | DVD            | 51           | 2,19         |             |             |        |        |
|                |                    |                |              |              |             |             |        |        |
| Inscrits       | Inscrits           | Inscrits       | 3 284        | 100,00       | 3 281       | 100,00      |        |        |
| Abstentions    | Abstentions        | Abstentions    | 943          | 28,71        | 800         | 24,38       |        |        |
| Votants        | Votants            | Votants        | 2 341        | 71,29        | 2 481       | 75,62       |        |        |
| Blancs et nuls | Blancs et nuls     | Blancs et nuls | 21           | 0,90         | 21          | 0,85        |        |        |
| Exprimés       | Exprimés           | Exprimés       | 2 320        | 99,10        | 2 460       | 99,15       |        |        |

### Uturoa
- Maire sortant : Sylviane Terooatea
- 27 sièges à pourvoir au conseil municipal (population légale 2011 : 3 697 habitants)

| Tête de liste            | Tête de liste        | Liste          | Premier tour | Premier tour | Second tour | Second tour | Sièges | Sièges |
| Tête de liste            | Tête de liste        | Liste          | Voix         | %            | Voix        | %           | CM     |        |
| ------------------------ | -------------------- | -------------- | ------------ | ------------ | ----------- | ----------- | ------ | ------ |
|                          | Sylviane Terooatea * | Tahoeraa       | 1 179        | 49,39        | 1 422       | 57,03       | 22     |        |
|                          | Matahi Brotherson    | ATP            | 632          | 26,47        | 797         | 31,96       | 4      |        |
|                          | Moeana Tefaatau      | DVD            | 295          | 12,35        |             |             |        |        |
|                          | Germain Guilloux     | DIV            | 281          | 11,77        | 274         | 10,99       | 1      |        |
|                          |                      |                |              |              |             |             |        |        |
| Inscrits                 | Inscrits             | Inscrits       | 3 328        | 100,00       | 3 328       | 100,00      |        |        |
| Abstentions              | Abstentions          | Abstentions    | 904          | 27,16        | 797         | 23,95       |        |        |
| Votants                  | Votants              | Votants        | 2 424        | 72,84        | 2 531       | 76,05       |        |        |
| Blancs et nuls           | Blancs et nuls       | Blancs et nuls | 37           | 1,53         | 38          | 1,50        |        |        |
| Exprimés                 | Exprimés             | Exprimés       | 2 387        | 98,47        | 2 493       | 98,50       |        |        |
| * Liste du maire sortant |                      |                |              |              |             |             |        |        |